# Pucará de Quitor
Le pucará de Quitor est un site pré-inca daté du XIIe siècle. Il est situé à trois kilomètres au nord de la ville chilienne de San Pedro de Atacama, dans la province d'El Loa, une des trois provinces de la Región de Antofagasta. 
Le pucará est établi sur les flancs d'une colline et constitue une forteresse dotée d'un mur défensif.
Le site est protégé comme monument national de la République du Chili.

## Description
Les ruines du pukará de Quitor sont situées dans un coude du ravin dans lequel coulent les eaux du Río San Pedro (ou Rio Grande) et sur un plan incliné en forte pente. Il tire son nom d'un groupement d'agriculteurs préhispaniques, l'« ayllu de Quitor », dont les champs cultivés s'étendaient au pied du pucará, une forteresse érigée au cours du XIIe siècle, en réponse aux desseins expansionnistes des voisins aymaras. À Quitor, toutes les constructions sont en pierre — généralement non taillées — extraites du banc de liparite sur lequel il est établi.
Les habitations et leur petit silo attenant, les locaux défensifs qui se trouvent en périphérie et rattachés au mur défensif, les pièces qui stockent des grains et les tours de guet sont au nombre de 160 sur une superficie de 2,9 hectares. Les constructions s'étalent de la base de l'enceinte, contiguë aux champs, jusqu'au point culminant du site, sur un dénivelé de 80 mètres.
Les toitures sont toujours plates ou de très faible inclinaison. Les mêmes techniques ont été utilisées aussi bien à Quitor qu'au pucará de Lasana (es), soit des poutres en chañar ou en caroubier, branches, paille d'ichu, couvertes d'argile.  
Le pukará (fort), bâti par des villageois de l'ethnie atacama pour se défendre contre d'autres peuples qui habitaient l'Amérique du Sud principalement des Aimaras, constitue une des rares grandes cités défensives d'un peuple indigène du Chili comme l'est le peuple atacama.
L'ensemble de la cité maintenait une population stable, ayant des activités de subsistance, comme la récolte du chañar (fruit doux provenant de l'arbre du même nom) et de la caroube, l'agriculture et le pâturage. En outre, des activités telles que la céramique, la métallurgie du cuivre, le textile, la vannerie, l'artisanat en bois et en pierre, montrent un haut niveau technique et une organisation sociale et économique avancée pour l'époque.
Le pukará de Quitor servait principalement de défense, face à d'éventuels sièges de guerre, et avait un travail économique subsidiaire. Sa situation protégeait aussi les routes commerciales, ce qui lui ajoute une grande importance. Le pukará était situé sur le versant sud du ravin de la cordillère de la Sal (de), par lequel coule le Río San Pedro. Les constructions sont en pierre rougeâtre, qui, avec le soleil et le sable, sont vues comme blanchâtres. En temps de paix, le pukará était utilisé par les chefs de guerre atacamas pour imposer leur autorité sur les villages environnants.
La hauteur maximale de la colline, haute de 80 mètres, permet de contrôler l'avancée des ennemis; Les constructions sont réparties sur quelque 24 000 m2. Le pukará est entouré d'un mur sinueux, qui servait de première ligne défensive. Le pukará s'étend en terrasse sur la collines, se servant des pentes abruptes comme moyen de défense additionnels. 
Les constructions, de forme circulaire ou carrée, se composaient généralement d'un seul espace, même si dans certains cas elles étaient divisées en deux, et dans la plupart il y avait une structure plus petite, utilisée semble-t-il comme silo, où du maïs, du bois et d'autres provisions étaient stockées. Environ 200 structures ont été dénombrées, formant des ensembles architecturaux séparés par des voies d'accès et des espaces entre les enceintes. Les structures les plus grandes étaient probablement des espaces d'usage commun.  

## Histoire
En 1540, Francisco de Aguirre mena à Quitor une bataille décisive dans la conquête de la région. Pour célébrer sa victoire, quelque 300 Indiens furent décapités et leurs têtes furent alignées sur les murs de pukará.

## Musée et classement
Un musée archéologique est accessible aux visiteurs et un belvédère, situé à 2 600 mètres d'altitude, domine le site.
Le pukará de Quitor, qui date de plus de 700 ans, est déclaré monument national par le Chili en 1982.

## Galerie de photos

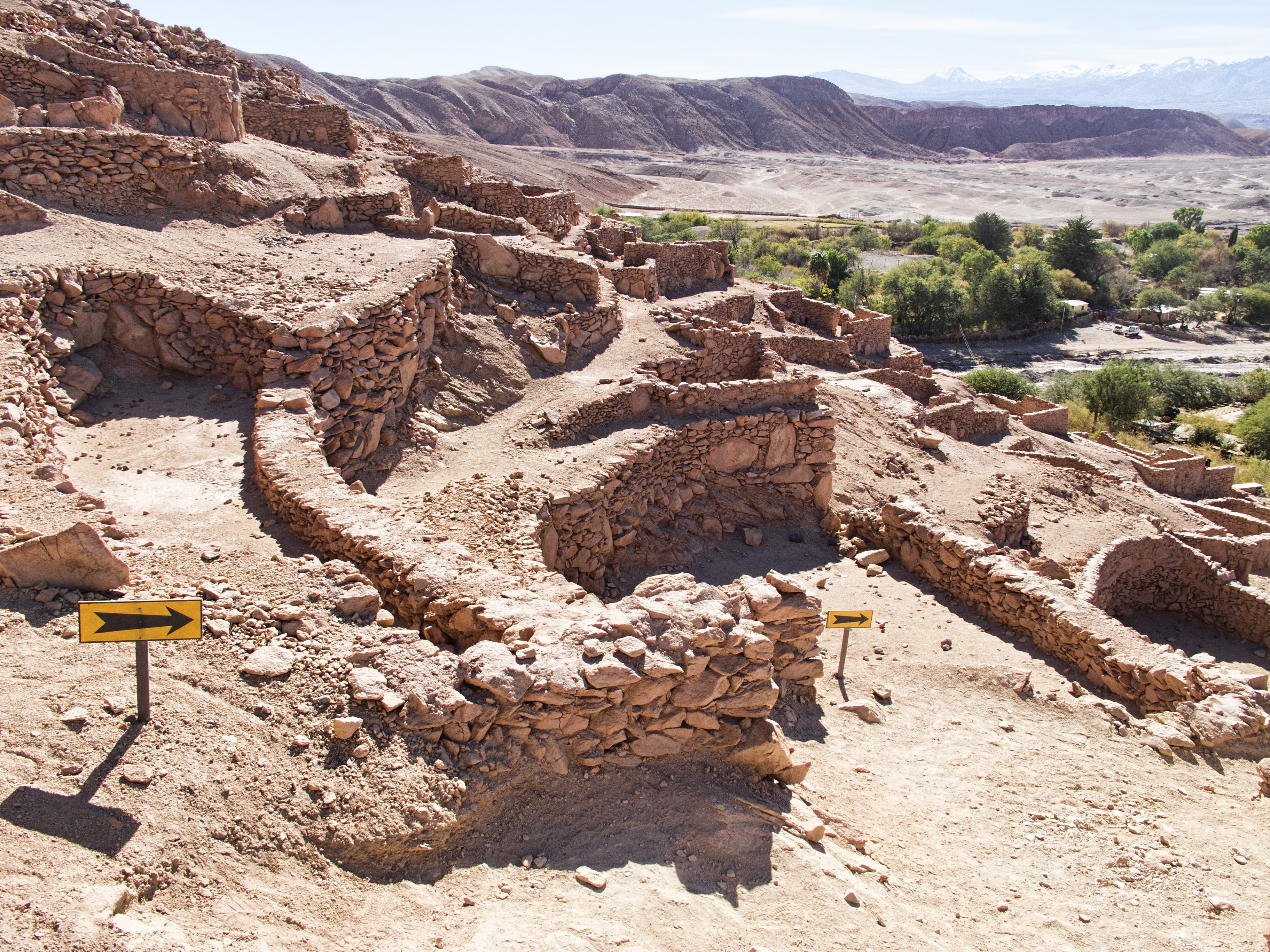
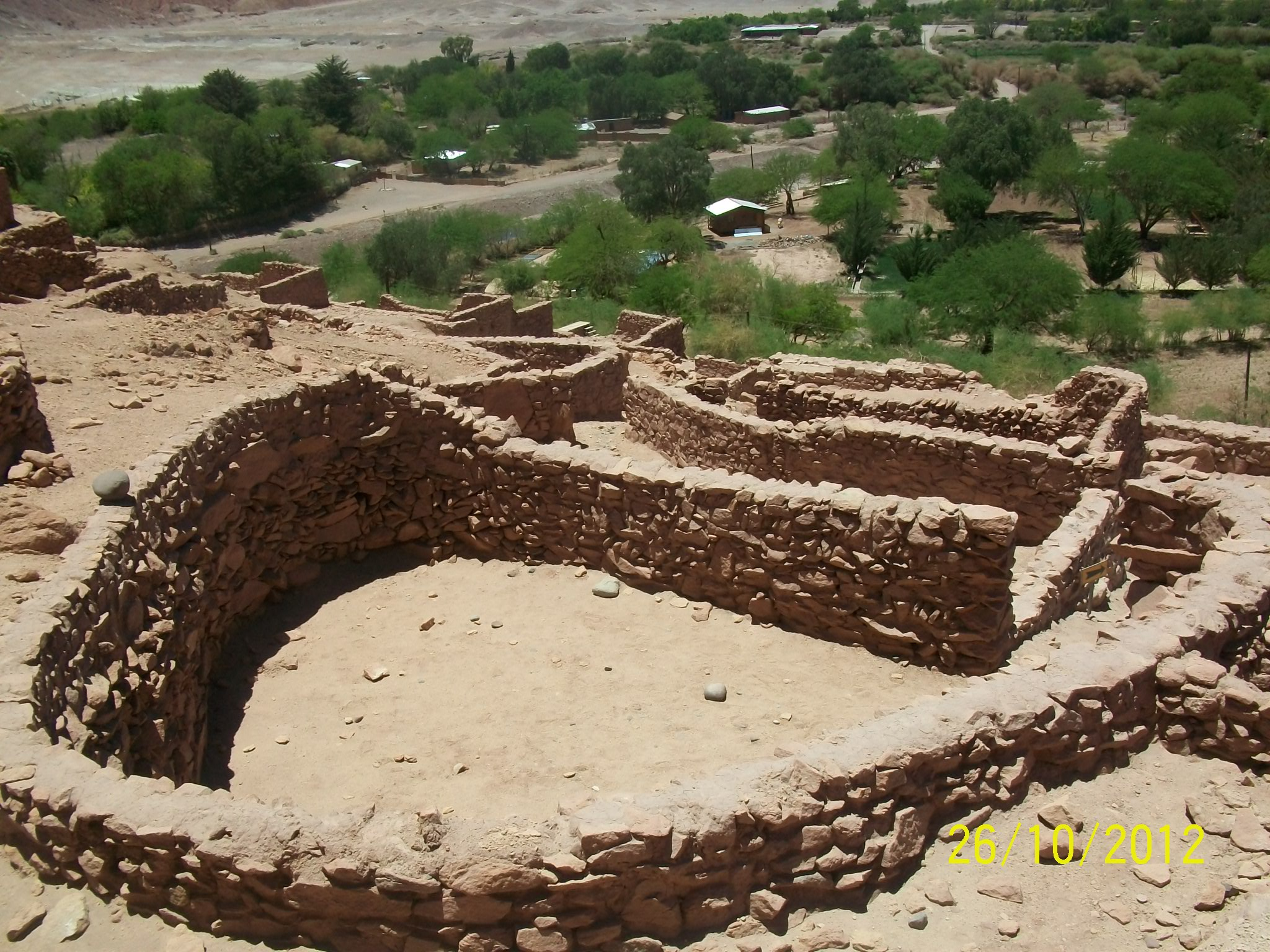